# Der schwarze Mönch (Parigger)
Der schwarze Mönch ist ein historischer Jugendroman aus der Zeit des Kinderkreuzzugs 1212 von Harald Parigger. Die Erstausgabe erschien 1994 im Franz Schneider Verlag, und 2009 erschien bei dtv junior die zehnte Auflage.
Das Buch wird im „Leseforum Bayern“, einer Einrichtung des Bayerischen Staatsministeriums für Unterricht und Kultus, als Klassenlektüre für die Stufen 5 und 6 an Realschulen und Gymnasien empfohlen.

## Handlung
Der fünfzehnjährige Gerhard, Sohn eines armen trinkenden Schmieds, lebt 1212 in Speyer. Der Junge schließt sich dem Prediger Nikolaus an, dem angeblich Jesus erschienen ist und der mit Kindern Jerusalem einnehmen will, um dort die „Heiden“ zu vertreiben.
Er findet in Eckart, Bruno, Berthold und Irmingard neue Freunde. Als Berthold während der Überquerung der Alpen Kritik an Nikolaus äußert, wird er von ihm einen Abhang hinunter gestoßen. Vor dem Tod Bertholds, der den Brenner hinunterstürzte, verlässt Eckhart die Gruppe. Später wird Bruno, der an einer Fieberkrankheit leidet, in einem Kloster untergebracht. Als der Kreuzzug Genua erreicht und Nikolaus erfolglos versucht, das Wasser zu teilen, damit sie nach Jerusalem kommen, wird Gerhard gesteinigt. Irmingard bringt ihn mit Hilfe zweier Fischer zu dem Arzt Salomon. Dieser behandelt Gerhards Verletzungen und nimmt beide bei sich auf. Gerhard macht eine Lehre zum Kaufmann und Irmingard, die eigentlich Rebekka heißt und sich nach dem Tod ihrer jüdischen Eltern dem Kreuzzug angeschlossen hat, um Rache an dem Prediger Nikolaus, der ihre Eltern tötete, zu nehmen, geht bei Salomon in die Lehre. Salomon bittet Gerhard, Irmingard nach jüdischem Brauch zu heiraten. Nach Salomons Tod kehren Gerhard und seine Frau, zwölf Jahre nach Beginn des Kreuzzuges, nach Speyer zurück. Dort leben sie als Christen und Gerhard handelt mit Stoffen. Achtzehn Jahre später kehrt Nikolaus unter dem Namen Bruder Heinrich zurück nach Speyer, wird mit der Krankheit Lepra angesteckt und als Aussätziger vertrieben.